# Martin Phillips
Martin Phillips (Dolgellau, 30 april 1960) is een linkshandige darter uit Wales.
In 1991 speelde Martin Phillips voor het eerst op het WK van de BDO. In de eerste ronde verloor hij van Phil Taylor uit Engeland met 1-3. In 1992 won hij wel de eerste ronde. Hij versloeg Bert Vlaardingerbroek uit Nederland met 3-0. In de tweede ronde versloeg hij niemand minder dan Eric Bristow uit Engeland met 3-2. In de kwart-finale verloor hij van Phil Taylor met 0-4. In 1993 won hij in de eerste ronde van Dave Kelly uit de Verenigde Staten met 3-1. in de tweede ronde verloor hij van Bobby George uit Engeland met 0-3. In 1994 won hij in de eerste ronde van zijn landgenoot Richard Herbert met 3-2. In de tweede ronde verloor hij opnieuw van Bobby George, nu met 1-3. Het duurde tot 2007 eer Martin Phillips zich weer wist te kwalificeren voor het WK. Hij verloor in de eerste ronde van Paul Hanvidge uit Schotland met 2-3. In 2008 won hij in de eerste ronde van Shaun Greatbatch uit Engeland met 3-1. In de tweede ronde verloor hij van Martin Adams uit Engeland met 0-4. In 2009 verloor hij in de eerste ronde van Ross Montgomery uit Schotland met 1-3. In 2010 haalde Martin Phillips de halve finale van het WK. In de eerste ronde versloeg hij Dave Prins uit Engeland met 3-0. In de tweede ronde versloeg hij Paul Carter uit Engeland met 4-2. In de kwartfinale won hij van Scott Waites uit Engeland met 5-4. In de halve finale verloor hij van de later toernooi winnaar Martin Adams met 4-6. In 2011 haalde Martin Phillips weer de halve finale van het WK. In de eerste ronde versloeg hij Mark Barilli uit Schotland met 3-0. In de tweede ronde versloeg hij Joey ten Berge uit Nederland met 4-3. In de kwartfinale won hij van Gary Robson uit Engeland met 5-4. In de halve finale verloor hij weer van Martin Adams met 4-6.
Martin Phillips is al jaren de Captain van Wales. In 1991 verloor Phillips de finale van de WDF World Cup van John Lowe uit Engeland. Phillips werd in 1994 Europees kampioen koppels samen met Eric Burden. In 1997 werd hij Wereldkampioen koppels samen met Sean Palfrey. In 1998 herhaalde ze die prestatie op de Europese kampioenschappen. In 1997 werd hij Wereldkampioen met het landenteam van Wales. Martin Phillips werd in 2010 winnaar van de WDF Europe Cup door in de finale Willy van de Wiel uit Nederland met 7-3 te verslaan. In 2014 won Phillips de Winmau World Masters door Jamie Hughes uit Engeland met 7-3 te verslaan.

## Resultaten op Wereldkampioenschappen

### BDO
- 1991: Laatste 32 (verloren van Phil Taylor met 1-3)
- 1992: Kwartfinale (verloren van Phil Taylor met 0-4)
- 1993: Laatste 16 (verloren van Bobby George met 0-3)
- 1994: Laatste 16 (verloren van Bobby George met 1-3)
- 2003: Laatste 32 (verloren van  John Walton met 2-3)
- 2007: Laatste 32 (verloren van Paul Hanvidge met 2-3)
- 2008: Laatste 16 (verloren van Martin Adams met 0-4)
- 2009: Laatste 32 (verloren van Ross Montgomery met 1-3)
- 2010: Halve finale (verloren van Martin Adams met 4-6)
- 2011: Halve finale (verloren van Martin Adams met 4-6)
- 2012: Laatste 32 (verloren van Wesley Harms met 1-3)
- 2015: Laatste 32 (verloren van Madars Razma met 0-3)
- 2016: Laatste 16 (verloren van Dennis Harbour met 1-4)
- 2017: Laatste 32 (verloren van  Paul Hogan met 2-3)
- 2018: Laatste 16 (verloren van Michael Unterbuchner met 2-4)
- 2019: Laatste 32 (verloren van Conan Whitehead met 2-3)

### WDF
- 1989: Laatste 64 (verloren van Leo Laurens met 3-4)
- 1991: Runner-up (verloren van John Lowe met 4-6)
- 1993: Kwartfinale (verloren van Roland Scholten met 0-4)
- 1995: Laatste 64 (verloren van Graham Hunt met 3-4)
- 1997: Laatste 16 (verloren van Raymond van Barneveld met 2-4)
- 1999: Laatste 32 (verloren van Ronnie Baxter met 0-4)
- 2001: Laatste 32 (verloren van Mervyn King met 3-4)
- 2003: Laatste 32 (verloren van John Elder met 3-4)
- 2005: Laatste 64 (verloren van John Kuczynski met 3-4)
- 2007: Laatste 32 (verloren van Steve Farmer met 0-4)
- 2009: Laatste 32 (verloren van Connie Finnan met 2-4)
- 2011: Kwartfinale (verloren van Scott Waites met 4-5)
- 2013: Laatste 64 (verloren van Stephen Bunting met 0-4)
- 2015: Laatste 16 (verloren van Raymond Smith met 2-4)